# Maxim van Bulgarije

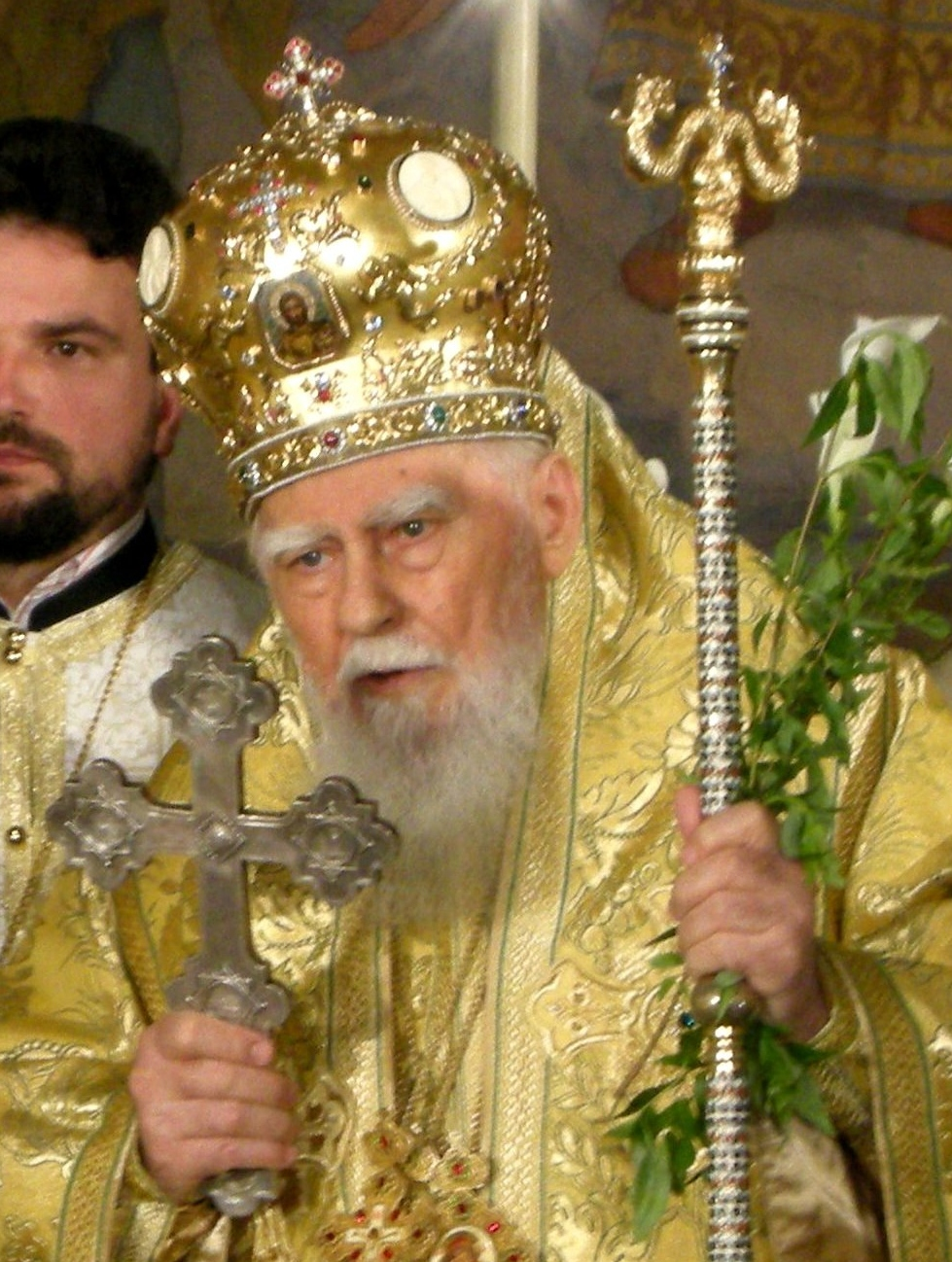
Patriarch Maxim

Maxim (Bulgaars: Максим) (Oreshak, 29 oktober 1914 – Sofia, 6 november 2012) was een Bulgaars geestelijke en patriarch van de Bulgaars-Orthodoxe Kerk.
Marin Naidenov Minkov ontving zijn opleiding in Sofia. Hij legde in 1941 zijn kloostergeloften af en werd monnik, waarop hij de religieuze naam Maxim aannam. In 1944 werd hij tot priester gewijd.
Maxim werd in 1955 benoemd tot secretaris-generaal van de synode van de Bulgaars-orthodoxe Kerk. In 1956 volgde zijn benoeming tot titulair bisschop van Branit; zijn bisschopswijding vond plaats in december 1956. In 1960 volgde zijn benoeming tot metropoliet van Lovetsj.
Maxim werd op 4 juli 1971 door de synode van de Bulgaars-orthodoxe Kerk gekozen als patriarch. Deze verkiezing was noodzakelijk geworden door het overlijden van patriarch Kiril op 7 maart 1971. Hij bekleedde deze functie tot zijn overlijden in 2012, enkele dagen na zijn 98ste verjaardag.

## Nevenfuncties
Maxim was vicevoorzitter van de Bulgaarse Nationale Vredesraad (1971-1990), lid van de Christelijke Vredesconferentie en van de Wereldvredesraad.